# Middels
Middels is een dorp in de Duitse deelstaat Nedersaksen. Bestuurlijk maakt Middels deel uit van de stad Aurich in Oost-Friesland. Centraal in het dorp staat de granieten kerk uit het begin van de dertiende eeuw.
- Virtual International Authority File: 246225580